# Domingos da Encarnação Pontével

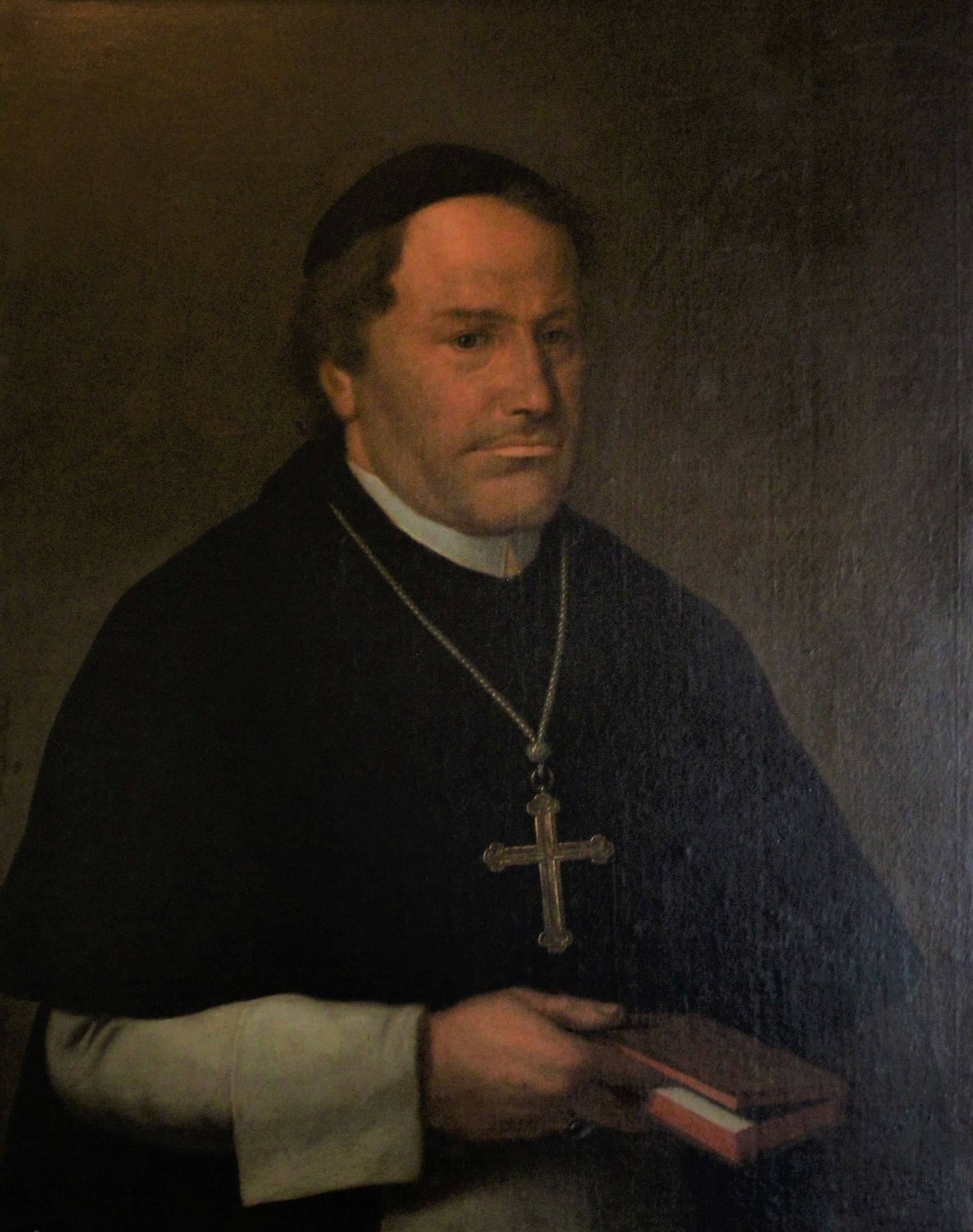
Frei Domingos da Encarnação Pontével (Arquidiocese de Mariana)

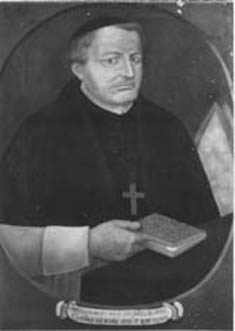
Frei Domingos da Encarnação Pontevel, 4º bispo de Mariana, da coleção Museu Histórico Nacional.

Dom Frei Domingos da Encarnação Pontével O.P.(Santarém - 1722 - Ouro Preto - 1793) foi um frade dominicano, Bispo da Igreja Católica Romana.

## Biografia
Dom Frei Domingos da Encarnação Pontével nasceu em Santarém (Portugal), no Patriarcado de Lisboa em 1722  . Foi ordenado presbítero em 10 de outubro de 1745 , e professou votos na Ordem dos Pregadores - Dominicanos. Foi nomeado Bispo de Mariana, no Brasil, em 1 de março de 1779, sendo ordenado aos 18 de abril deste mesmo ano, pelas mãos de Dom Bartolomeu Manuel Mendes dos Reis, seu antecessor na diocese de Mariana .

Em Mariana, Dom Frei Domingos exerce um intenso apostolado. Visita mais de uma vez as 46 paróquias desta extensa diocese e faz grandes reformas na Catedral, enriquecendo-a de grandes obras artísticas. Ordenou 125 padres  . Foi durante seu governo que aconteceu o movimento libertador da Inconfidência Mineira, que teve a participação de pelo menos 8 padres de seu clero ,entre eles,  Cônego Luís Vieira da Silva, Padre Manoel Rodrigues da Costa,  Padre José Lopes de Oliveira, Padre José da Silva e Oliveira Rolim, Padre Carlos Correa de Toledo e Melo, Silvestre Dias de Sá.
Os últimos anos de sua vida, Dom Frei Domingos viveu em Ouro Preto, na época, Vila Rica, por causa dos grandes desentendimentos e da oposição ferrenha a ele demonstrada por parte dos cônegos do Cabido da Catedral de Mariana. Foi um grande defensor dos pobres e abandonados, que tiveram nele um pastor.

Morreu em Ouro Preto em  16 de junho de 1793.